# Alfa Romeo Tipo 316
Chronologie des modèles (1938-1939)
L'Alfa Romeo Tipo 316 est une automobile sportive produite par Alfa Romeo de 1936 à 1938 pour participer aux Grands Prix en catégorie des voitures de Grand Prix. Elle a été dessinée par le designer Gioacchino Colombo. Le patronyme de cette automobile fait référence en premier aux trois litres de cylindrée, puis aux seize cylindres qui animent le moteur.